# Arka
Arka település Borsod-Abaúj-Zemplén vármegye Gönci járásában. 

## Fekvése
A megyeszékhely Miskolctól közúton 55 kilométerre északkeletre fekszik, a Zempléni-hegységnek a Hernád völgye felé lefutó nyugati lábainál.
A legközelebbi szomszéd település a falu központjától 3 kilométerre délnyugatra fekvő Boldogkőváralja. További határos települések: észak felől Korlát, északkelet felől Fony, kelet-délkelet felől Baskó, nyugat felől Hernádcéce, északnyugat felől pedig Vizsoly. A legközelebbi városok: délre Abaújszántó, nyugatra pedig Encs, mindkettőtől nagyjából 12-13 kilométer távolság választja el.

### Megközelítése
Zsáktelepülés, közúton csak Boldogkőváralján keresztül közelíthető meg, a 3714-es útból kiágazó 37 109-es számú mellékúton. Határszélét nyugaton érinti még a 3713-as és a 3715-ös út is.
Nyugati külterületei közt elhalad a Szerencs–Hidasnémeti-vasútvonal, sőt annak egy megállója is van közvetlenül a határszéle mellett (Korlát-Vizsoly megállóhely, de azzal a megállóval nincs közúti összeköttetése. A legközelebbi vasúti csatlakozási lehetőséget így Boldogkőváralja megállóhely kínálja, a falutól mintegy 6 kilométerre délnyugatra.

## Nevének eredete
Kiss Lajos szerint az árok főnévből alakult, annak birtokos személyragos származéka lehet. A hasonló alaki felépítésű helynevek teljes hiánya, valamint az árok főnév birtokos személyragos árokja, ároka, árkja alakjai, azonban ezt az etimológiát bizonytalanná teszik. Csíkvári Antal szerint szláv eredetű név mely a járok, árok elferdítése.

## Története

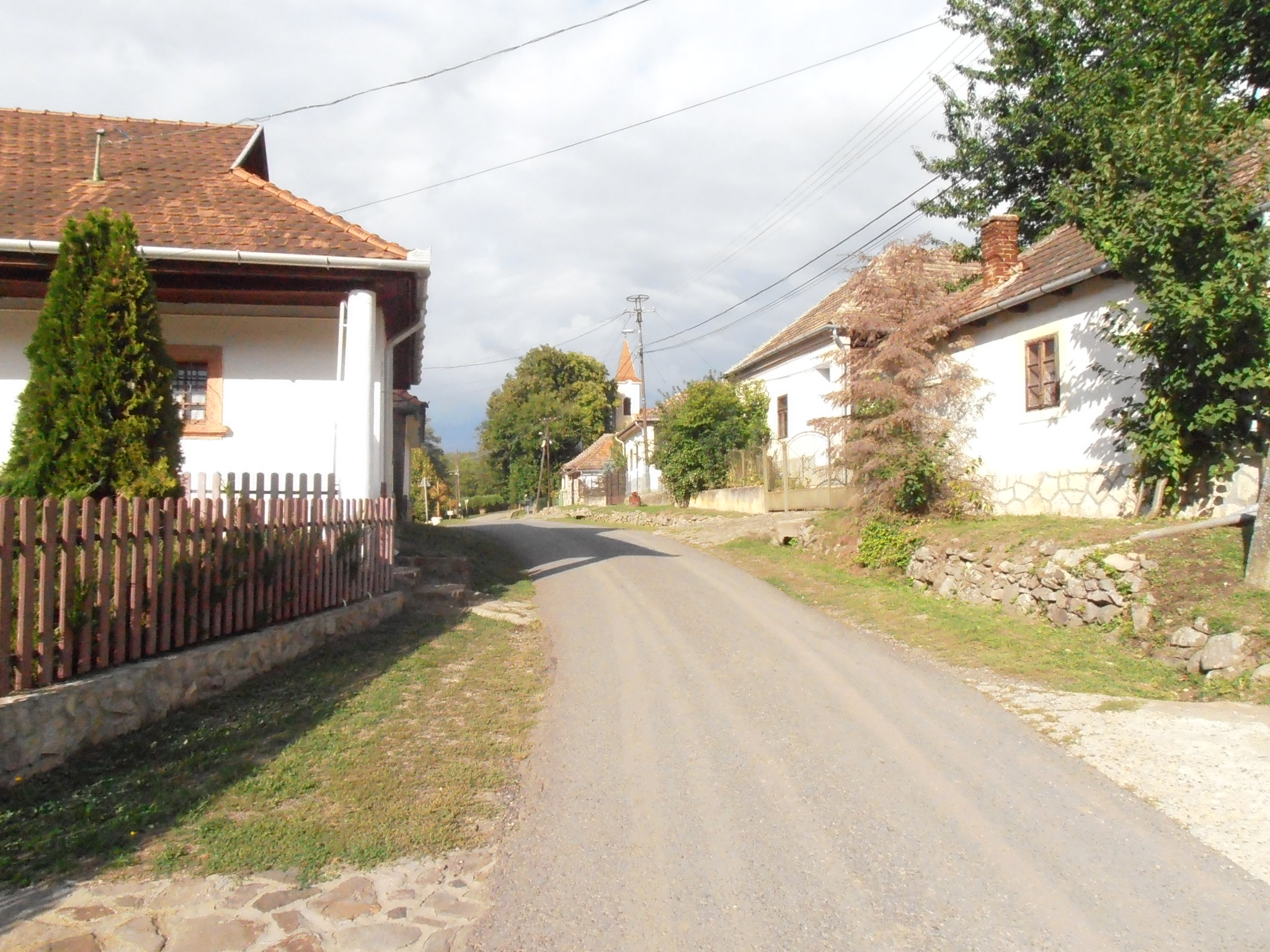
Arkai utca

ARKA. Járka. Elegyes lakosú magyar falu Abauj Vármegyében, birtokosa Péchy Uraság, lakosai katolikusok, fekszik Bóldogkőtöl fél mértföldnyire, határbéli földgye közép termékenységű, réttyei meg lehetősek, szőlő hegyei kevesek; második Osztálybéli.
Arka határában, a Herzsaréten kutatott 1961-62-ben Vértes László régész. Eredményeit „Az őskőkor és az átmeneti kőkor emlékei Magyarországon” (Budapest, 1965) című összefoglaló munkájának 17. fejezetében (Gravetti kultúra Kelet-Magyarországon) tette közzé.
A Herzsarét leletegyüttesét minősítette a hazai gravetti kultúrához tartozók közül a leggazdagabbnak. A kis területre korlátozott ásatáson körülbelül 1500 eszközt és több mint 100 kg megmunkált szilánkot gyűjtöttek össze, ezek közül az árvésőket és vakarókat dolgozták ki a legszebben. A leggyakoribbak a változatos pengevakarók (kis, köröm alakú, hüvelykköröm alakú, hajógerinc alakú, orros).
Jellemzőek Arkára az szokványos kis eszközöktől jelentősen különböző óriási vakarók, pengék, szakócaszerű eszközök, sőt, a chopperek is. A leletanyagból hiányoznak a hasonló lelőhelyeken várható művészi tárgyak.
Találtak rénszarvas- és lófog-maradványokat is. Sikerült összegyűjteniük a C-14 vizsgálathoz elegendő faszenet, amelyből a groningeni rádiókarbon laboratóriumban a legalsó rétegek korát 17 000 évesnek határozták meg.
Vértes László kutatásai egyéb ásatásai, elsősorban a vértesszőlősi miatt megszakadtak. Korai halála után a környék lelkes amatőr régésze, Saád Andor vizsgálta elsősorban a környék történetét. 1957-ben a Korlát-Ravaszlyuk tető mezolitikus lelőhelyeit kutatva egy terepbejáráson Vértes Saád társaságában fedezte fel a gazdag arkai, késő paleolitikus lelőhelyet. Saád a hatvanas években többször kutatta a felszíni leletanyagot a Herzsaréten és környékén. Kutatásait a Herman Ottó Múzeum Évkönyveiben (1970) "Újabb adatok az arkai Herzsarét késő paleolitikus kultúrájához" című tanulmányában tette közzé.
Százhúsz, általa gyűjtött kőeszközt vizsgálva megerősítette Vértes azon megállapítását, amely szerint: "Az arkai leletanyag aurignaci hatásokat őrző késő gravetti kultúraként határozható meg".
Új eredményként megállapította, hogy az anyag legegyöntetűbb sajátossága az unifacilitás, mivel mindegyik kőeszköznek csak az egyik oldalát munkálták meg, a hátlapokon sehol sem találni retust, kidolgozást. Így ezt olyan, szélsőséges pengekultúrának tekinthetjük, amelynek technikája leginkább a levalloizira emlékeztet.
A falu első írásos említését (Corladus de Archay) egy évszám nélküli, 1268-ban aláírt oklevélben találhatjuk. A tatárjárás után királyi birtok volt, de 1388-ban a Czudar család tulajdonába került. Amikor Brankovics vajda Regéc falai között ült (1427–1453), Arka is a birtokaihoz tartozott. Akkor hét jobbágyporta járult hozzá szolgáltatásaival a vár fenntartásához.
A 15.-16. században egyik földesúr kezéről a másikra vándorolt, általában Boldogkőváraljával és a várral együtt. Mátyás király 1461-ben a Parlagiaknak, majd 1467-ben Kassa városának zálogosította el. Végül 1700 körül Szelepcsényi György prímáshoz került zálogképpen, aki a jezsuitáknak ajándékozta. Az 1715. évi összeírásból nemcsak azt tudjuk meg, hogy mindössze 5 jobbágycsalád lakott itt, hanem Arka akkori művelt földterületről is képet kapunk: 45 köblös szántott terület, 8 kaszás rét és egy malom képezte az ott lakók megélhetésének alapját. Ez a későbbiekben sem változott, a faluban a megélhetést a földművelés, az állattartás és az erdőgazdálkodás biztosította.
A jezsuitáktól a Péchyek vették meg, és hozzáfogtak benépesítéséhez.
Az 1800-as évek derekán 62 lakott házról tudunk 459 lakossal, ám az 1920-as évekre a kivándorlások miatt lélekszáma a felére apadt.

## Közélete

### Polgármesterei
- 1990–1994: Molnár József (független)[5]
- 1994–1998: Varkoly Ferencné (független)[6]
- 1998–2002: Varannai László (független)[7]
- 2002–2006: Varanai László (független)[8]
- 2006–2010: Varanai László (független)[9]
- 2010–2014: Varanai László (független)[10]
- 2014–2019: Varkoly Ferenc (független)[11]
- 2019–2024: Varkoly Ferenc (független)[12]
- 2024– : Varkoly Ferenc (független)[1]

## Népesség
A település népességének alakulása:
| Lakosok száma | 59   | 59   | 54   | 54   | 58   | 49   | 51   |
|               | 2013 | 2014 | 2015 | 2021 | 2022 | 2023 | 2024 |

2001-ben a településen a lakosságnak 88%-át magyar, a 12%-át cigány származású  emberek alkották.
A 2011-es népszámlálás során a lakosok 96,7%-a magyarnak mondta magát (3,3% nem válaszolt). A vallási megoszlás a következő volt: római katolikus 60%, református 16,7%, görögkatolikus 1,7%, felekezet nélküli 8,3% (13,3% nem válaszolt).
2022-ben a lakosság 84,5%-a vallotta magát magyarnak (15,5% nem nyilatkozott). Vallásuk szerint 51,7% volt római katolikus, 10,3% református, 1,7% görög katolikus, 5,2% felekezeten kívüli (31% nem válaszolt).

## Neves lakói
A faluban él és alkot két festőművész, Brózsely Józsefné és Pleszkó Józsefné Varannai Veronika (1937-ben született Arkán), aki tagja a Magyar Alkotók Internetes Társulásának.

## Nevezetességei
- Református templom 
1794 és 1798 között torony nélkül épült Mitró Ferenc kassai építész tervei szerint, tornyot csak később, 1911-ben építettek hozzá. A torony 23 méter magas, 97 kilogrammos harangját 1911-ben öntötte Egry Ferenc, Kisgejőcön. Pleszkóné Varannai Veronika: Református templom - Arka
- Római katolikus templom
- Szamárút 
A hagyomány szerint nevét onnan kapta, hogy ezen az úton hordták szamarakkal a vizet a Boldogkői vár ciszternáiba, mivel a várnak nem volt kútja.
- Tóhegy őskori vár 
Tóhegyen és Leányhegyen 1896-ban végeztek ásatásokat és egy bronzkori települést védő, kőből épült sáncot találtak. A sánc több mint egy kilométer hosszú (eddig feltárt rész 1650 méter) és egy méter magas lehetett. Az ásatásokat Mihalik József végezte, a védősánc mellett kőkorszaki cserepek és kőeszközök is előkerültek.
- A faluban két malom is működött az idők során. Egy a falu közepén, melyből már csak a malomárok nyomai és egy malomkő maradt fenn. Egy másik malom a falutól feljebb, a patak felső szakaszán működött, melyről 1671-ben így írtak: "… ezen házikókon felül a sötét Völgy Torkában ennek előtte hajdan volt malom, de azon kevés víz mián pusztán hatták, most már ha malmot nem is, de puskaportöröt csinálhatni rajta."
- A településen áthalad az Országos Kéktúra.
- Varkoly Kilátó (Tóhegy)